# Рорбахська волость
Рорбаська волость (Березанська волость) — історична адміністративно-територіальна одиниця Одеського повіту Херсонської губернії.
Станом на 1886 рік складалася з 2 поселень, 2 сільських громад. Населення — 4605 осіб (2287 чоловічої статі та 2318 — жіночої), 433 дворових господарства.
|                     | Площа, десятин | У тому числі орної, дес. |
| ------------------- | -------------- | ------------------------ |
| Сільських громад    | 13221          | 7667                     |
| Приватної власності | 5990           | 3404                     |
| Казенної власності  | —              | —                        |
| Іншої власності     | 282            | 149                      |
| Загалом             | 19320          | 11180                    |

Поселення волості:
- Рорбах — колонія німців при балці Цариголі за 90 верст від повітового міста, 2485 осіб, 260 дворів, 2 молитовних будинки, 2 школи, 8 лавок, паровий млин.
- Вормс — колонія німців при балці Цариголі, 2120 осіб, 173 двори, реформістська церква, лютеранський молитовний будинок, 2 школи, поштова станція, 3 лавки, постоялий двір.

7 (20) листопада 1917 року, відповідно до Третього Універсалу Української Центральної Ради, увійшла до складу Української Народної Республіки.  